# País de Tarba
El País de Tarba, (en occità: País de Tarba) és un parçan o comarca d'Occitània situada a la Gascunya. La seva vil·la principal és Tarba.
Segons la proposta de divisió territorial d'Occitània del diari Jornalet, basada en l'obra de Frederic Zégierman Le Guide des pays de France, el País de Tarba estarien ubicades a la regió de la Gascunya, subregió de la Bigorra.
Oficialment, les comunes del País de Tarba estan adscrites administrativament i situades al nord-oest del departament francès dels Alts Pirineus, a la regió administrativa d'Occitània.